# Hans Göbbels
Hans Göbbels (* 7. März 1936; † 12. September 2018) war ein deutscher Fußballspieler. 

## Laufbahn
Göbbels bestritt von 1954 bis 1963 128 Spiele für Borussia Mönchengladbach in der Oberliga West, in denen er drei Tore (1954/55) erzielte. Danach wechselte er für eine Saison in die Eerste Divisie zu VVV-Venlo. Im Anschluss an das einjährige Gastspiel in den Niederlanden ließ er seine Karriere als Spielertrainer beim Hückelhovener Verein VfJ Ratheim ausklingen.
Göbbels war ein Allrounder. Er spielte bei Gladbach vom Sturm, über das Mittelfeld und der Verteidigung auf fast allen Feldpositionen. Die meisten Einsätze bestritt er als Mittelläufer im damals praktizierten WM-System. Mit 18 Jahren debütierte er am 22. August 1954 am Starttag der Saison 1954/55 in der Oberliga West. Beim 4:2-Heimerfolg der Borussia gegen den VfL Bochum erzielte der Halbrechte in der 30. Minute die 1:0-Führung. In seiner dritten Runde im Seniorenbereich, 1956/57, stieg er mit der Elf vom Bökelberg in die 2. Liga West ab. Als Vizemeister 1958 – Göbbels hatte 19 Spiele absolviert – kehrte die Mannschaft vom Niederrhein umgehend wieder in die Oberliga West zurück. Das beste Rundenergebnis mit Mönchengladbach erlebte er 1960/61 mit dem sechsten in der Liga und dem Erfolg im DFB-Pokal. Beim Finale am 5. Oktober 1960 in Düsseldorf gegen den amtierenden Süddeutschen Meister Karlsruher SC agierte er als Mittelläufer.
Gladbach qualifizierte sich damit für den erstmals ausgetragenen Europapokal der Pokalsieger. Er kam bei der 0:8-Niederlage im Rückspiel beim späteren Finalisten Glasgow Rangers am 15. November 1960 zum Einsatz. Sein letztes Oberligaspiel absolvierte Göbbels am 3. November 1962 bei der 0:2-Heimniederlage gegen SW Essen. In der letzten Saison der alten erstklassigen Oberligaära, 1962/63, waren mit Gerd Schommen und dem jungen Walter Wimmer zwei weitere Akteure im Kader, die den Posten des Mittelläufers mit Qualität besetzen konnten.

## Erfolge
- 1 × DFB-Pokalsieger: 1960